# Sud-Est (Haiti)
Sud-Est (haitisk kreol: Sidès) er en af 10 provinser (département) i Haiti og som ligger på sydkysten af øen Hispaniola. Hovedbyen er Jacmel. Provinsen har 518 200 indbyggere (2002) og et areal på 2 023 km². Den grænser op til provinserne Nippes, Ouest, Sud og til Den dominikanske republik

## Administrativ inddeling
Provinsen är inddelt i tre arrondissementer (arrondissements) som hver er inddelt i 10
kommuner (communes).
- Bainet Arrondissement
  1. Bainet
  2. Côte-de-Fer
- Belle-Anse Arrondissement
  1. Belle-Anse
  2. Anse-à-Pitres
  3. Grand-Gosier
  4. Thiotte
- Jacmel Arrondissement
  1. Jacmel
  2. Cayes-Jacmel
  3. Marigot (Haïti)|Marigot
  4. La Vallée-de-Jacmel

18°14′00″N 72°32′00″V / 18.2333°N 72.5333°V
|  | Infoboks uden skabelon Denne artikel har en infoboks dannet af en tabel eller tilsvarende. |